# Quarta onada de teoria feminista
La quarta ona del feminisme és una adaptació històrica sobre el moviment feminista que planteja l'existència, des de la segona dècada del segle xxi, d'un nou moment històric en la lluita pels drets de les dones.

## Antecedents
La quarta ona és considerada com a continuació històrica de la primera ona del feminisme marcada per la reivindicació del vot per a les dones amb el moviment sufragista en la segona meitat del segle, la segona ona amb el moviment d'alliberament que es va desenvolupar al llarg dels anys 70 i 80 del segle xix vinculada a altres demandes, com els drets reproductius i sexuals, i la tercera ona la conceptualització inicial de la qual s'atribueix a l'escriptora i activista feminista Rebecca Walker quan en 1992 va publicar en la revista MS:  "Becoming the Third Wave", una tercera ona vinculada a la diversitat que implica el “ser dona”, en termes de classe i ètnics.

## Conceptualització i objectius

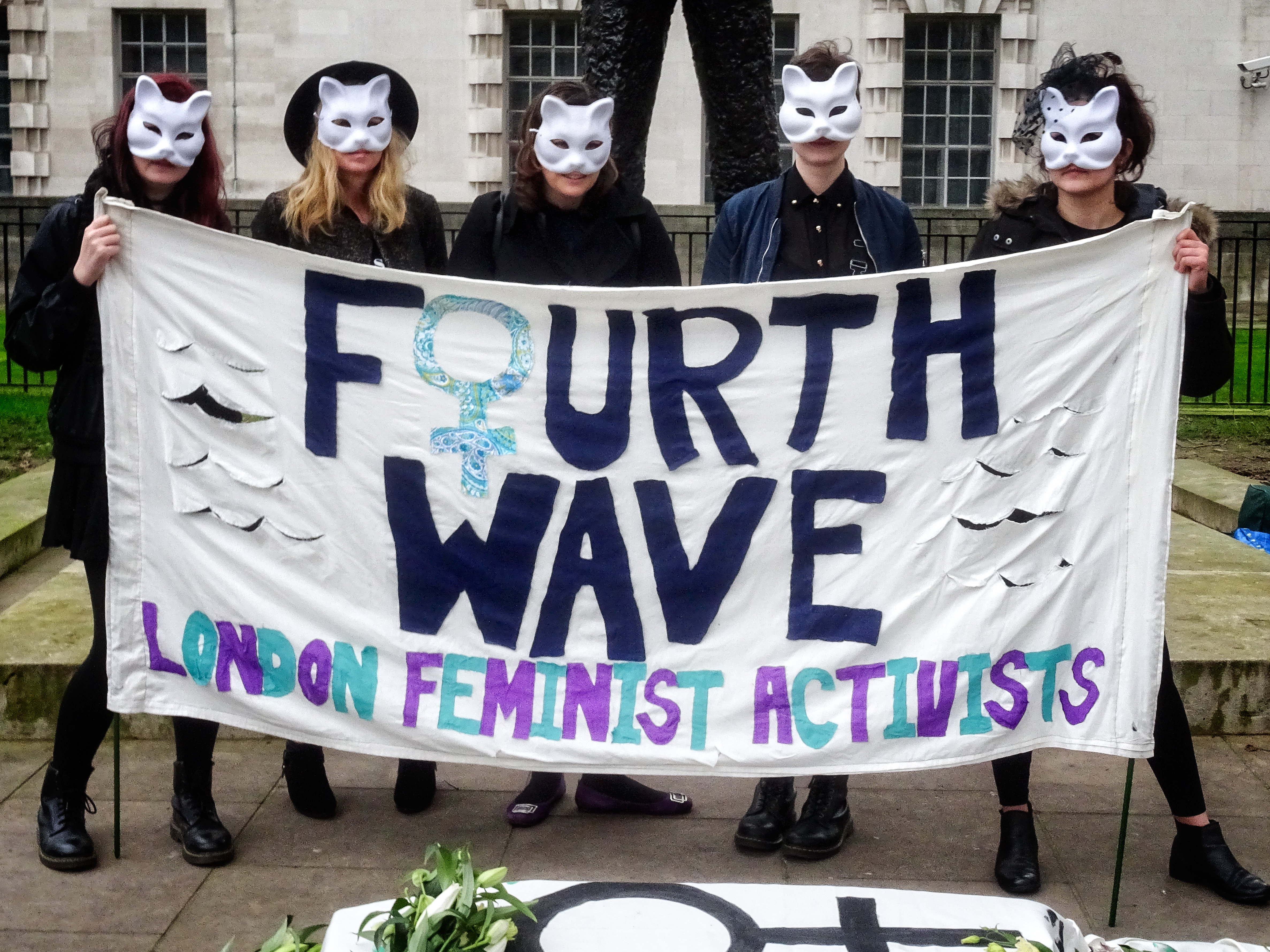
Londres, Dia Internacional de la Dona 2017

La conceptualització continua perfilant-se en l'actualitat. Com a moviment de caràcter internacional, a més de definir-se entorn de la reacció unànime enfront de la violència patriarcal, es caracteritza per la diversitat de debats al voltant de la desigualtat de les dones i la falta de reconeixement dels seus drets fonamentals en els diversos àmbits de les diferents societats a nivell mundial. Es manifesta de manera reivindicativa a través de convocatòries a nivell nacional o internacional amb importants manifestacions als carrers.
Aquest moviment pretenia desafiar l'ordre imperant, relativitzant la “naturalesa” de la dona i la seva jerarquia entre els sexes, qüestionant d'aquesta forma els privilegis masculins. Tot això va quedar recollit en dos textos fonamentals del període: “Declaració dels drets de la dona i la ciutadana”, de Olympe de Gouges, i “Vindicació dels drets de la dona”, de Mary Wollstonecraft.
La Quarta Ona feminista recupera  les dones com a subjecte polític, assenyala la filòsofa Alicia Miyares, i entre els principals objectius se situa  completar l'agenda inconclusa de la paritat, que no s'ha estès més enllà de la paritat en la representació política: periodistes, esportistes, científiques, acadèmiques, editores, juristes, actrius, etc.
La britànica Prudence Chamberlain assenyala que l'objectiu central de la Quarta Ona és la justícia per a les dones i, de manera particular, la denúncia contra l'assetjament sexual i la violència cap a les dones.
Luisa Posada Kubissa considera que la Quarta Ona és un moviment reactiu i una rebel·lió contra la configuració del "patriarcat violent"  expressat, segons la filòsofa i teòrica feminista, amb la violència en sentit ampli: com a violació, com a assetjament, com a maltractament, com a assassinat, com a desigualtat econòmica i laboral, com a pornografia, com a prostitució, com a tracta… Avui caldria afegir altres fenòmens d'aquest poder sexualment expressat, com la pràctica dels ventres de lloguer.
La periodista argentina Florencia Alcaraz, del col·lectiu Ni Una Menos, iniciat al 2015, i que aconseguí convocar una manifestació massiva a Buenos Aires contra els feminicidis, assenyala la vinculació del feminisme amb els moviments socials en aquesta quarta onada:  “És un feminisme popular, que es construeix d'avall amunt , que té un component molt vinculat als moviments socials i que habilita moltes més a ser feministes” (...) “Es superaren els marges i els límits i el feminisme aconseguí arribar a moltíssimes més dones".
La Quarta Ona feminista s'articula a través de la creació de continguts audiovisuals i escrits de caràcter filosòfic, polític, econòmic, social, ecològic i cultural, acadèmics o no, i de la difusió dels mateixos a través de les xarxes socials i els mitjans de comunicació tradicionals.
Enfront del desenvolupament d'un neoliberalisme caracteritzat per frenar els avanços legislatius i de polítiques públiques encaminats a aconseguir la igualtat de drets per a les dones, la Quarta Ona del feminisme es configura com una resposta sociopolítica, filosòfica, econòmica i cultural que se suma al moviment associatiu generant espais que conviden a reflexionar, debatre i proposar solucions pràctiques i mesures legislatives que protegeixin la igualtat de les dones, els seus drets fonamentals i ajudin a erradicar la violència masclista en totes les seves manifestacions a nivell global.